# Māris Riekstiņš

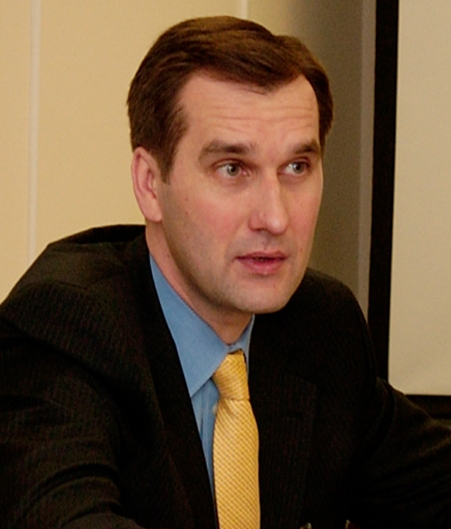
Māris Riekstiņš (2005)

Māris Riekstiņš (* 8. April 1963 in Riga, Lettische SSR) ist ein lettischer Diplomat und Politiker. Von 2007 bis 2010 war er Außenminister seines Landes.

## Biografie
Nach der Schulausbildung studierte er zunächst von 1982 bis 1985 Pädagogik am Lettischen Sport Institut und war danach als Lehrer tätig. Zugleich war er von 1987 bis 1991 Stellvertretender Vorsitzender des Komitees der Lettischen Jugendorganisationen. Zwischen 1989 und 1993 absolvierte er auch ein Studium der Rechtswissenschaften an der Universität Lettlands und beendete dieses mit der Zulassung zum Rechtsanwalt.
Noch während des Studiums trat er im Januar 1992 kurz nach der Unabhängigkeit des Landes in den Diplomatischen Dienst und war kurz aufeinander folgend Direktor der Abteilung Westeuropa, Direktor der Abteilung Europa sowie zuständiger Sachbearbeiter in der Politischen Abteilung für Europa. Bereits im November 1992 wurde er Unterstaatssekretär im Außenministerium.
Weniger als ein Jahr darauf erfolgte im August 1993 seine Ernennung zum Staatssekretär im Außenministerium. Dieses Amt übte er mehr als elf Jahre bis November 2004 aus. Zugleich war er zwischen 1995 und 2004 auch Vorsitzender des Kontrollausschusses für strategische Güter sowie mehrfach Leiter von Delegationen Lettlands bei Internationalen Organisationen sowie Konferenzen.
Am 9. Dezember 2004 wurde er nach Übergabe des Beglaubigungsschreibens an US-Präsident George W. Bush Botschafter in den USA und übte dieses Amt als Nachfolger von Aivis Ronis bis Januar 2007 aus, ehe er von Andrejs Pildegovičs abgelöst wurde. Zugleich war er von März 2006 bis Januar 2007 als Botschafter in Mexiko akkreditiert. Nach seiner Rückkehr nach Lettland war er zwischen Januar und November 2007 Stabschef von Ministerpräsident Aigars Kalvītis.
Trotz der Ankündigung von Ministerpräsident Kalvītis, am 5. Dezember 2007 zurückzutreten, wurde noch am 7. November 2007 seine Ernennung zum Minister für Auswärtige Angelegenheiten durch das Parlament (Saeima) gebilligt. Das Amt des Außenministers hat er seitdem auch in den nachfolgenden Kabinetten der Ministerpräsidenten Ivars Godmanis und Valdis Dombrovskis inne. Im November 2008 zog er den Anschluss Georgiens und der Ukraine zum MAP-Aktionsplan (Membership Action Plan) der NATO im Dezember 2008 in Zweifel. Nach der Entführung der „Arctic Sea“ forderten sowohl er als auch der Außenminister von Estland, Urmas Paet, die Regierung Russlands am selben Tag auf, Informationen zur aktuellen Situation herauszugeben. Kurz nach diesen Appellen erhielten beide Länder von der russischen Generalstaatsanwaltschaft eine Liste mit den Namen der mutmaßlichen Entführer.